# Liste de galaxies à anneau

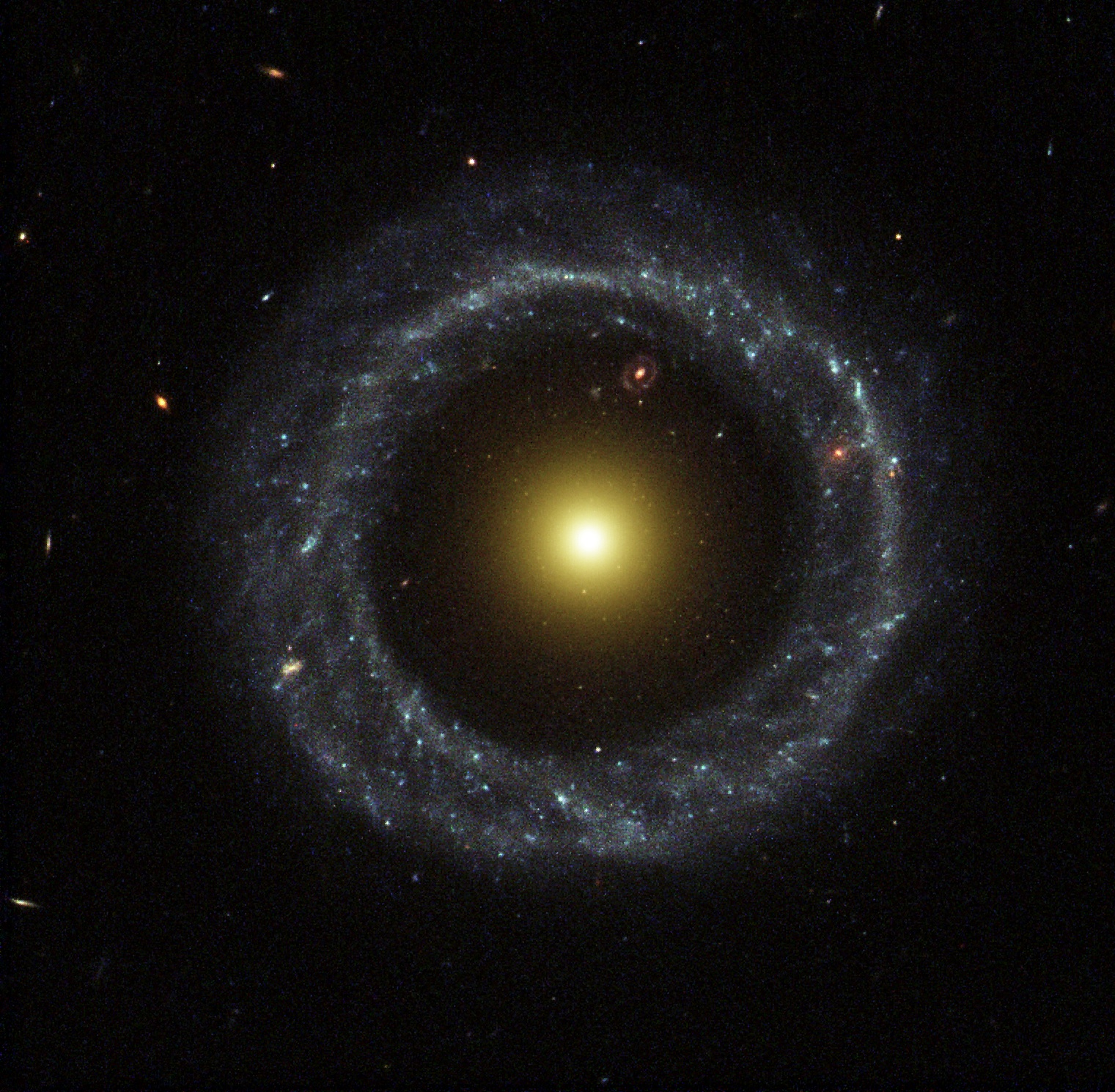
L'objet de Hoag, découvert par Arthur Hoag en 1950, est l'archétype de la galaxie à anneau.

Voici une liste de galaxies à anneau, c'est-à-dire des galaxies en forme d'anneau, présentée en fonction de leur nom, leur numéro de catalogue et leur distance.

## Liste
| Nom                           | Image | Numéro                                                             | Distance   | Notes                                                                                  |
| ----------------------------- | ----- | ------------------------------------------------------------------ | ---------- | -------------------------------------------------------------------------------------- |
| Galaxie de la Roue de chariot |       | ESO 350-40, PGC 2248                                               | 500 Mal    | galaxie lenticulaire                                                                   |
| Objet de Hoag                 |       | PGC 54559, PRC D-51                                                | 600 Mal    | Derrière cette galaxie, SDSS J151713.93+213516.8, autre galaxie à anneau, est visible. |
| Galaxie de Burçin             |       | 6dFGS (en) gJ112316.4-084007, 2MASX J11231643-0840067, PGC 1000714 | 360 Mal    |                                                                                        |
| SDSS J151713.93+213516.8      |       |                                                                    |            | Cette galaxie est visible derrière l'Objet de Hoag.                                    |
| AM 0644-741                   |       | AM 0644-741                                                        | 300 Mal    |                                                                                        |
| NGC 1291                      |       | NGC 1291, NGC 1269, PGC 012209                                     | 33 Mal     |                                                                                        |
| NGC 1533                      |       | NGC 1533, PGC 14582                                                | 62 ± 4 Mal |                                                                                        |
| NGC 2859                      |       | UGC 5001, PGC 26649                                                | 82.8 Mal   | galaxie lenticulaire avec une structure annulaire                                      |
| NGC 4777                      |       | NGC 4777, PGC 43852                                                |            |                                                                                        |
| NGC 7217                      |       | UGC 11914, PGC 68096                                               | 50 Mal     | galaxie spirale régulière avec un anneau                                               |
| II Zw 28                      |       | Zw II 28, 2MASX J05014205+0334278                                  |            |                                                                                        |
| Arp 148                       |       | Arp 148, VV 032, MCG+07-23-019, APG 148                            | 450 Mal    | issue d'une collision.                                                                 |
| I Zw 045                      |       | I Zw 045, NGC 4774                                                 |            | issue d'une collision.                                                                 |
| VII Zw 466                    |       | VII Zw 466, UGC 07683                                              |            | issue d'une collision.                                                                 |
| Arp 10                        |       | Arp 10, UGC 01775, 2MASX J02182545+0539369                         |            | issue d'une collision                                                                  |
| Arp 147                       |       | IC 298                                                             |            | en interaction                                                                         |
| NGC 4650A                     |       | PGC 42951                                                          |            | galaxie à anneau polaire                                                               |
| NGC 660                       |       |                                                                    |            | galaxie à anneau polaire                                                               |
| NGC 922                       |       | ESO 478-28, ISG 10                                                 | 150 Mal    | issue d'une collision.                                                                 |
| LEDA 1313424                  |       | PGC 1313424                                                        | 567 Mal    | Surnommée Bullseye, cette galaxie comporte neuf anneaux.                               |